# 103015 Gianfrancomarcon
103015 Gianfrancomarcon è un asteroide della fascia principale. Scoperto nel 1999, presenta un'orbita caratterizzata da un semiasse maggiore pari a 2,3063292 au e da un'eccentricità di 0,1097493, inclinata di 4,30457° rispetto all'eclittica.
L'asteroide è dedicato al costruttore italiano di telescopi Gianfranco Marcon.